# Acalypha rhombifolia
Acalypha rhombifolia är en törelväxtart som beskrevs av Diederich Franz Leonhard von Schlechtendal. Acalypha rhombifolia ingår i släktet akalyfor, och familjen törelväxter. Inga underarter finns listade i Catalogue of Life.